# Combate de la Punta de Quilmes
El combate de la Punta de Quilmes, librado el 24 de febrero de 1827 durante la Guerra del Brasil, destinado a ser un enfrentamiento menor entre las escuadras de la República Argentina y la del Imperio del Brasil, se saldó sin embargo con la trágica voladura de una goleta brasileña.

## El Combate
Tras la decisiva victoria en la batalla de Juncal, al amanecer del 24 de febrero de 1827 el comandante de la escuadra argentina Guillermo Brown dejó la isla Martín García rumbo a la ciudad de Buenos Aires, bloqueada por una de las divisiones navales brasileñas al mando de John Charles Pritz.
El convoy de 27 barcos estaba compuesto por el bergantín General Balcarce y las goletas Maldonado, Unión, Sarandí, Guanaco, 9 cañoneras y 13 presas.
Pritz contaba por su parte con la fragata Imperatriz (50 cañones), la corbeta Liberal (22), los bergantines Pirajá, 29 de Agosto, Real Joao y Rio da Prata y 4 goletas.
La escuadra brasileña se situaba aguas afuera de Punta Quilmes, procurando bloquear el canal sur de acceso al puerto de Buenos Aires. 
Si bien la potencia de fuego y características generales de las naves imperiales superaban ampliamente a las republicanas, en aguas de escasa profundidad esa ventaja disminuía. El calado de la Imperatriz era de 17 pies y el del Liberal y el Pirajá de 14, mientras que el mayor buque de Brown, el Balcarce solo tenía 11.
Brown, consiguió aprovechar la ventaja entrando por las aguas bajas al oeste del canal y al ser atacado por Pritz la Imperatriz no tardó en encallar. Pronto consiguió zafar y Pritz se retiró a aguas abiertas, perseguido ahora de flanco por las goletas de Brown, a la vista de la entusiasta multitud de la ciudad que veía como una vez más una superior división naval era rechazada por Brown.
Por su parte, las cañoneras alcanzaban con las presas el fondeadero de Los Pozos. El cañoneo a larga distancia había causado pocos daños y bajas, hasta que la goleta Dous de Dezembro (2 cañones, teniente 2° José Narciso de Brum) que se dirigía a Colonia del Sacramento con 30 barriles de pólvora fue alcanzada en la santabárbara a unos 1500 metros de la costa, casi frente al Club Náutico Quilmes, por una bala de cañón de a 24 libras disparada por la cañonera N° 12 comandada por el subteniente Henry Wildblood y voló matando a 117 de los 120 tripulantes
En una bajante extraordinaria en 1934 se rescataron restos que, según se cree, pertenecen a la Dous de Dezembro y que se exhiben en el Museo Almirante Brown en Bernal (Buenos Aires).